# Кам'янка (Ярунська сільська громада)
Ка́м'янка — село в Україні, у Ярунській сільській територіальній громаді Звягельського району Житомирської області. Населення становить 234 особи (2001).

## Історія
В 1906 році — село Жолобенської волості Новоград-Волинського повіту Волинської губернії. Відстань від повітового міста 22 версти, від волості 5. Дворів 99, мешканців 543.
12 червня 2020 року, відповідно до розпорядження Кабінету Міністрів України № 711-р «Про визначення адміністративних центрів та затвердження територій територіальних громад Житомирської області», територію та населені пункти Токарівської сільської ради Новоград-Волинського району Житомирської області включено до складу Ярунської сільської територіальної громади Новоград-Волинського (згодом — Звягельський) району Житомирської області.